# Эгнер, Турбьёрн
Турбьёрн Эгнер (норв. Thorbjørn Egner, 12 декабря 1912 — 24 декабря 1990, Осло) — норвежский писатель и драматург. В основном известен книгами для детей и детскими радиопостановками, пьесами и мюзиклами. Самостоятельно иллюстрировал свои произведения. Перевёл на норвежский язык цикл Милна о Винни-Пухе. В СССР получил известность после перевода детской книги «Люди и разбойники из Кардамона» (перевод Татьяны Величко, перевод стихов Юрия Вронского).

## Биография
Эгнер вырос в рабочем районе Осло. Перед войной получил образование в Национальной академии искусств и ремёсел, где, в частности, учился у Пера Крога. Несколько лет работал художником, рисовал декорации и рекламные плакаты. В 1945 году он отправился в Копенгаген изучать литографию у Кристиана Сёренсена, где и познакомился с многими художниками, включая Асгера Йорна. Кроме изобразительного искусства, Эгнер также интересовался театром, ещё студентом брал уроки театрального искусства и писал пьесы. Позже некоторые из этих пьес были поставлены.
В 1937 году Турбьёрн Эгнер женился на Анне Эгнер, урождённой Элиассен. У них было четверо детей. Внук писателя — норвежский прыгун с трамплина Халвор Эгнер Гранеруд.

## Творчество
Впервые получил известность как автор и ведущий радиопостановок в программе норвежского радио Barnetimen for de minste (1947—1952). Наиболее известной его пьесой стала «Приключения в лесу Ёлки-на-Горке» (1953), детскими книгами — «Кариус и Бактериус» (1949) и «Люди и разбойники из Кардамона» (1955). Все они переведены на русский.

## Награды
В 1972 году Эгнер был награждён орденом Святого Олафа «за выдающийся вклад в культуру», а в 1979 году стал первым обладателем вновь учреждённой премии Капелена. Он трижды получал музыкальную премию Spellemannprisen (норвежский аналог премии Грэмми), в 1975, 1977 и 1982 годах.

## Произведения

### Детские книги
- 1940 — Barneboka, совместно с Сигурдом Винснесом
- 1940 — Malermester Klattiklatt dypper kosten — og tar fatt
- 1941 — Den nye barneboka, совместно с Сигурдом Винснесом
- 1941 — Truls og Kari: en liten bok for store og små
- 1942 — Truls og Kari kommer til den store byen
- 1942 — Ola-Ola som alle dyra var så glad i
- 1942 — Småfolk
- 1942 — Klattiklatt: malebok med bilder og vers
- 1942 — Malermester Klattiklatt gjør vinter til sommer
- 1943 — Klattiklatt drar til negerland
- 1943 — Truls og Kari i den store digre skauen
- 1943 — Hva sier dyra?
- 1943 — Lekene mine
- 1943 — Svarten
- 1943 — Store og små er ute og kjører
- 1943 — Jumbo som dro ut i verden
- 1943 — 1-2-3: Telleboka
- 1945 — Klattiklatt i hjemmefronten
- 1945 — Hesten, kua og de andre
- 1946 — Da Per var ku
- 1946 — Stormen
- 1949 — Кариус и Бактериус (Karius og Baktus)
- 1951 — Tretten viser fra barnetimen (sangbok)
- 1952 — Nye viser fra barnetimen (sangbok)
- 1953 — Приключения в лесу Ёлки-на-Горке (Klatremus og de andre dyrene i Hakkebakkeskogen)
- 1955 — Люди и разбойники из Кардамона (Folk og røvere i Kardemomme by)
- 1958 — Tommy og elefanten
- 1958-59 — Lesebøker (15 книг для школьников)
- 1971 — Bamsefar og andre viser fra barnetimen
- 1973 — Kaptein Sorte Bill og andre viser
- 1976 — Musikantene kommer til byen
- 1987 — Gode venner

### Переводы детских книг
- 1954 — Хью Лофтинг, Доктор Дулитл
- 1956 — Астрид Линдгрен, Малыш и Карлсон, который живёт на крыше
- 1956 — Астрид Линдгрен, Lilibet sirkusbarn
- 1956 — Алан Александр Милн, Дом на Пуховой опушке
- 1970 — Алан Александр Милн, The Pooh story book
- 1975 — Алан Александр Милн, Винни-Пух
- 1976 — Эгон Матисен, Mis med de blå øjne.